# Chajjim Kohen-Meguri
Chajjim Kohen-Meguri (hebr.: חיים כהן-מגורי, ang.: Haim Cohen-Meguri, ur. 1 kwietnia 1913 na terenie obecnego Jemenu, zm. 10 czerwca 2000) – izraelski polityk, w latach 1949–1951 oraz 1953–1969 poseł do Knesetu z list Herutu, a następnie Gahalu.

## Życiorys
W wyborach parlamentarnych w 1949 po raz pierwszy dostał się do izraelskiego parlamentu. W kolejnych wyborach nie zdobył mandatu poselskiego, ale objął go 6 lipca 1953 zastępując Arjego Ben Eli’ezera. Zasiadał w Knesetach I, II, III, IV, V i VI kadencji.